# Serra Mitjana (Caseres)
La Serra Mitjana és una serra situada al municipi de Caseres a la comarca de la Terra Alta, amb una elevació màxima de 347 metres.